# 大石博暁
大石 博暁（おおいし ひろあき、1970年3月13日 - ）は、広島県出身の陸上競技（円盤投）・ボブスレー選手である。現在はスポーツトレーナーをしている。

## 来歴
広島県に生まれ、崇徳高等学校から東海大学体育学部体育学科へ進み卒業する。1996年の広島国体には陸上競技の円盤投げ選手として出場し優勝する。その後、陸上競技とボブスレーの2足のわらじを履きながら、1996年にボブスレー日本代表入りをする。1998年には長野オリンピックのボブスレー日本代表として出場。竹脇直巳と男子2人乗りで結果は17位であった。男子４人乗りは15位。
次の2002年ソルトレークシティオリンピックではパイロットとして出場し、三浦伸二との男子2人乗りで結果は29位。
その後は、競技から身を引き、スポーツトレーナーとして活躍。2005年から全日本男子バレーボールチームのフィジカルコーチに就任。2006年の世界選手権では8位、2008年の北京オリンピック全日本男子としては16年ぶりとなる五輪出場に貢献。バレーボール全日本男子の植田辰哉監督、ゲーリー・サトウ監督の下、代表チームのフィジカルコーチを9年間務めた。現在は日本バレーボール協会ハイパフォーマンスサポート委員会トレーナーユニットユニットリーダーやボブスレー強化部長など、NF強化スタッフとしてスポーツの発展に寄与している。現在の主な活動は、様々なアスリートのサポートの他、大学や専門学校での講義や全国各地での講演活動など精力的に行っている。

## 職歴・役職
- BIG PERFORMANCE 代表
- 日本ボブスレー・リュージュ・スケルトン連盟 ハイパフォーマンスディレクター
- 日本オリンピック委員会 専任コーチ
- 日本ボブスレー・リュージュ・スケルトン連盟 ボブスレー強化部長
- 飛翔会グループ(株)ケアウイング
- 福山平成大学 非常勤講師
- 広島リゾート＆スポーツ専門学校 非常勤講師
- 全日本男子バレーボールチーム S&Cコーチ
- 日本バレーボール協会 ハイパフォーマンスサポート委員会 トレーナーユニット ユニットリーダー
- 日本オリンピック委員会 専任メディカルスタッフ
- 日本トレーニング指導者協会認定　特別上級トレーニング指導者
- 日本スポーツ協会　コーチⅣ(バレーボール）
- 日本コアコンディショニング協会 認定 マスタートレーナー
- 健康運動指導士
- 中学・高校教員免許

## 主な戦績・記録
円盤投
- 自己ベスト：円盤投53.50m
- 1991年 日本学生対校選手権 円盤投：3位
- 1996年 日本選手権 円盤投：3位
- 1996年 全日本実業団選手権 円盤投：優勝
- 1996年 広島国体 円盤投：優勝
- 1997年 日本選手権 円盤投：3位
- 1997年 全日本実業団選手権 円盤投：優勝
- 2007年 全日本マスターズ 円盤投：優勝
- 2014年 アジアマスターズ 円盤投：優勝
- 2014年 全日本マスターズ 円盤投：優勝
- 2019年 全日本マスターズ 円盤投：優勝

ボブスレー
- 1996年 ワールドカップ ボブスレー日本代表
- 1997年 世界選手権 ボブスレー日本代表
- 1998年 長野オリンピックボブスレー男子2人乗り：17位　男子4人乗り：15位
- 1999年 世界選手権 ボブスレー日本代表
- 1999年 ワールドプッシュ選手権 ボブスレー男子2人乗り：9位
- 2000年 世界選手権 ボブスレー日本代表
- 2001年 世界選手権 ボブスレー日本代表
- 2002年 ソルトレイクシティオリンピックボブスレー男子2人乗り：29位
- 2014年 ヨーロッパシニアカップ ボブスレー男子2人乗り：9位

## 所属歴
- 崇徳高等学校
- 東海大学
- (株)アスリート
- グローバリー(株)
- TEAM BIG STONE 代表
- 飛翔会グループ(株)ケアウイング
- 全日本男子バレーボールチーム S&Cコーチ
- 日本オリンピック委員会 専任メディカルスタッフ
- 福山平成大学 非常勤講師
- 広島リゾート＆スポーツ専門学校 非常勤講師
- 日本オリンピック委員会 専任コーチ
- BIG PERFORMANCE 代表